# Alberto Trillo
Alberto Trillo (* 19. März 1939 in Buenos Aires) ist ein ehemaliger argentinischer Radrennfahrer.

## Sportliche Laufbahn
Trillo war Teilnehmer der Olympischen Sommerspiele 1960 in Rom. Dort startete er im Bahnradsport. Er bestritt mit dem Vierer Argentiniens die Mannschaftsverfolgung. Das Team Alberto Trillo, Ernesto Contreras, Héctor Acosta und Juan Brotto belegte den 5. Platz.
Trillo war auch Teilnehmer der Olympischen Sommerspiele 1964 in Tokio. Er bestritt mit dem Vierer Argentiniens erneut die Vierer Mannschaftsverfolgung, das Team mit Carlos Miguel Álvarez, Ernesto Contreras, Juan Alberto Merlos und Alberto Trillo belegte den 5. Platz.
Bei den Panamerikanischen Spielen holte er 1963 die Silbermedaille er in der Mannschaftsverfolgung.